# جمی مکی
جمی مکی (انگلیسی: Jamie Mackie؛ زادهٔ ۲۲ سپتامبر ۱۹۸۵) یک بازیکن فوتبال اهل اسکاتلند است.